# Receptor retinoinske kiseline
Receptor retinoinske kiseline (RAR) je tip nuklearnih receptora koji su aktivirani sa sva-trans retinoinskom kiselinom i 9-cis retinoinskom kiselinom. Postoje tri receptora retinoinske kiseline: RAR-alfa, RAR-beta, i RAR-gama. Njih kodiraju , , i  geni, respektivno. Svaka receptorska izoforma ima nekoliko varijanti alternativnog spajanja (engl. splicing): dve- za alfa, četiri- za beta, i dve- za gama.
Kao i kod drugih tip II nuklearnih receptora, RAR se heterodimerizuje sa RXR i u odsustvu liganda, RAR/RXR dimer se vezuje za elemente hormonskog odgovora u kompleksu sa korepresor proteinom. Vezivanje agonist liganda na RAR dovodi do disociacije korepresora i regrutovanja koaktivator proteina koji promovišu transkripciju nizvodnog ciljnog gena u iRNK, i istovremeno translaciju proteina.

## Spoljašnje veze
- Retinoic+Acid+Receptor на 